# Rue de Picpus
Pour les articles homonymes, voir Picpus.
La rue de Picpus [pikpys]  est une voie du 12e arrondissement de Paris, en France. 

## Situation et accès
Elle est située dans le quartier du Bel-Air et le quartier de Picpus.
Voies rencontrées
La rue de Picpus rencontre ou traverse les voies suivantes :
- départ : rue du Faubourg-Saint-Antoine (côté impair et côté pair) ;
- boulevard Diderot (côté impair et côté pair) ;
- avenue Dorian (côté impair) et rue Dorian (côté pair) ;
- rue Jaucourt (côté impair) et rue du Sergent-Bauchat (côté pair) ;
- avenue de Saint-Mandé (côté impair et côté pair) ;
- rue Santerre (côté impair) et rue de la Gare-de-Reuilly (côté pair) ;
- rue Dagorno (côté impair) ;
- rue Lamblardie (côté pair) ;
- rue du Docteur-Goujon (côté pair) ;
- boulevard de Picpus (côté impair) et boulevard de Reuilly (côté pair) ;
- rue Sidi-Brahim (côté pair) ;
- rue Gossec (côté pair) ;
- avenue Daumesnil (côté impair et côté pair) ;
- avenue du Général-Michel-Bizot (côté impair et côté pair) ;
- rue Ernest-Lacoste (côté impair) ;
- débouché : boulevard Poniatowski (côté impair et côté pair).

Au-delà du 12e arrondissement qu'elle traverse entièrement, la rue de Picpus est le premier tronçon d'un axe sud-est–nord-ouest qui se poursuit par la rue des Boulets, la rue Léon-Frot, la rue Saint-Maur et la rue Juliette-Dodu jusqu'aux abords du canal Saint-Martin dans le quartier de l'Hôpital-Saint-Louis.
Accès
La rue de Picpus est desservie par les lignes 1, 2 et 9 à Nation et aux lignes 6 et 8 à Bel-Air, Daumesnil, Michel Bizot et Porte Dorée.

## Origine du nom
Cette voie porte le nom du quartier de Picpus.

## Historique
La rue est un ancien chemin qui traversait au XVIe siècle le lieu-dit de Piquepusse du temps de son appartenance à la commune de Bercy et de Saint-Mandé. À cette époque, des communautés religieuses s'installèrent dans la zone qui vit également un développement démographique.
Le cas du couvent du « Petit Picpus » est particulier puisqu’il s’agit d’un couvent fictif qui apparaît dans Les Misérables de Victor Hugo.
La barrière de Picpus était installée au débouché des actuels boulevard de Picpus, boulevard de Reuilly et rue de Picpus. Au-delà de la barrière, la rue s'appelait « chemin de la Croix-Rouge ». Elle appartenait à la commune de Bercy. La partie située à l'intérieur de l'enceinte de Thiers est rattachée à Paris par la loi du 16 juin 1859. Elle est officiellement incorporée à la voirie parisienne par un décret du 23 mai 1863, à la suite d'une délibération du conseil municipal de Paris du 6 février de la même année. Le chemin de la Croix-Rouge est rattaché à la rue de Picpus en 1868.
Le 15 juin 1918, durant la Première Guerre mondiale, le no 35 rue de Picpus est touché lors d'un raid effectué par des avions allemands.

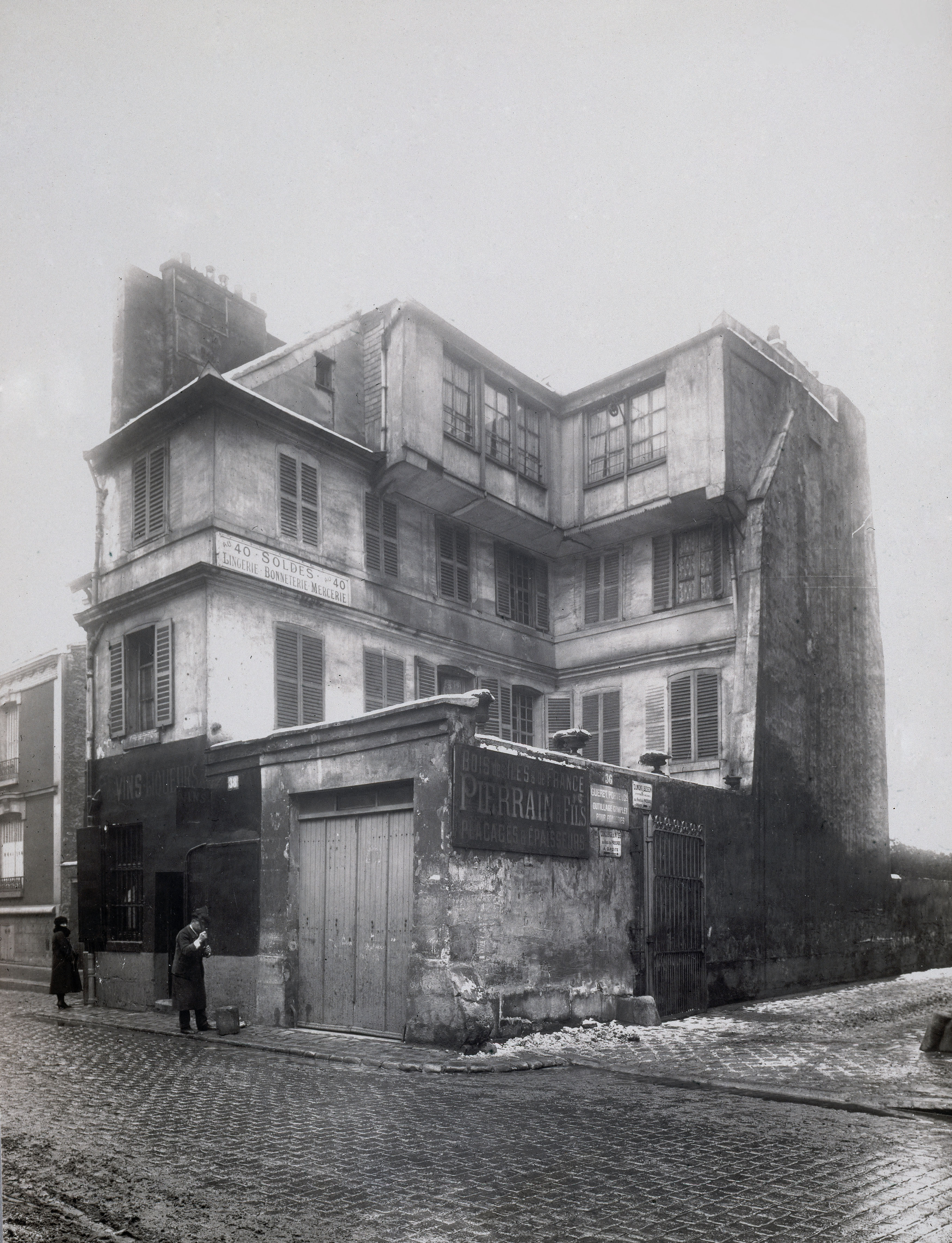
No 38 : vue en 1919 (photographie de Charles Lansiaux).
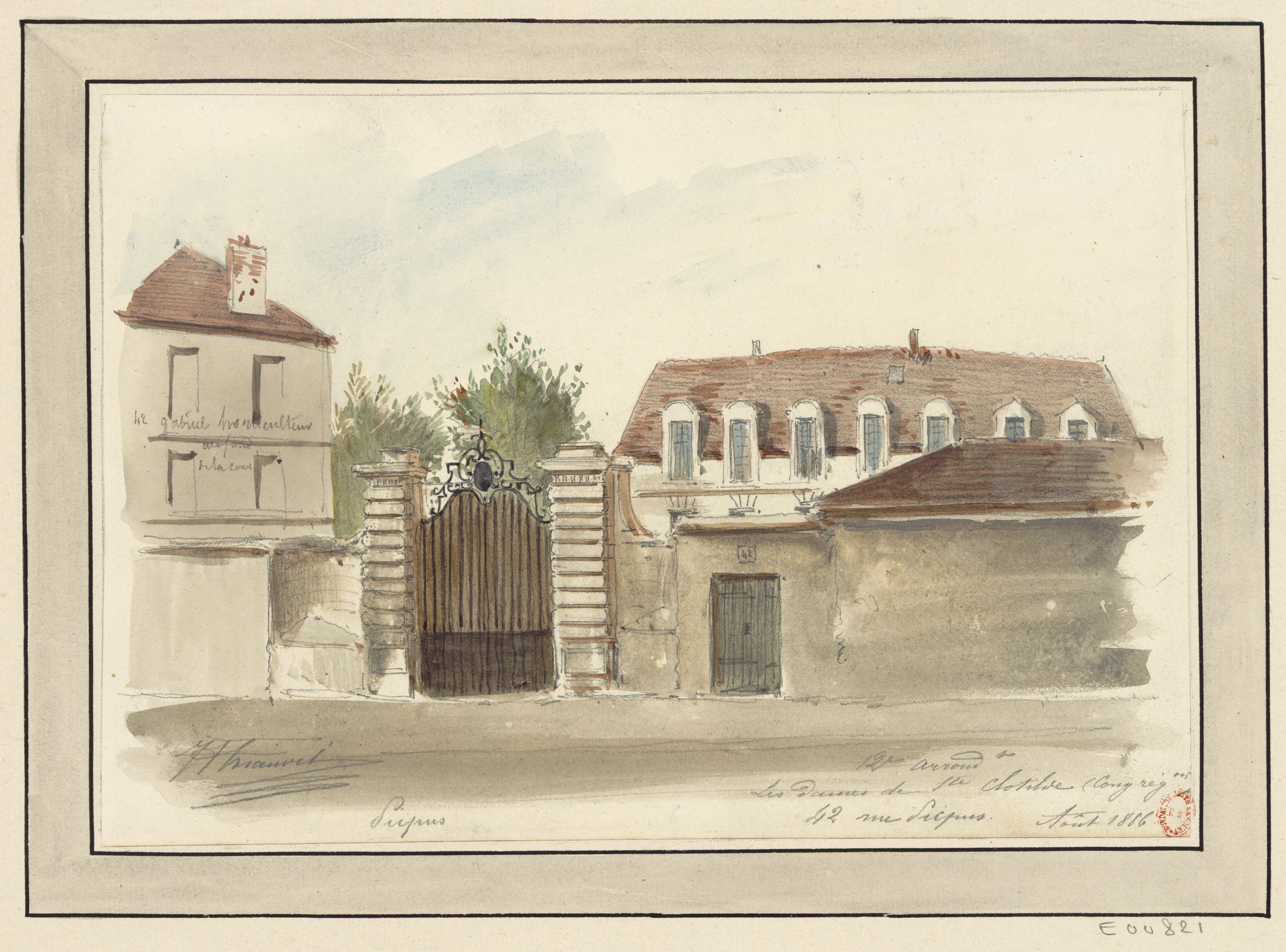
No 42 : le couvent des Dames de Sainte-Clotilde en 1886 (dessin de Jules-Adolphe Chauvet).
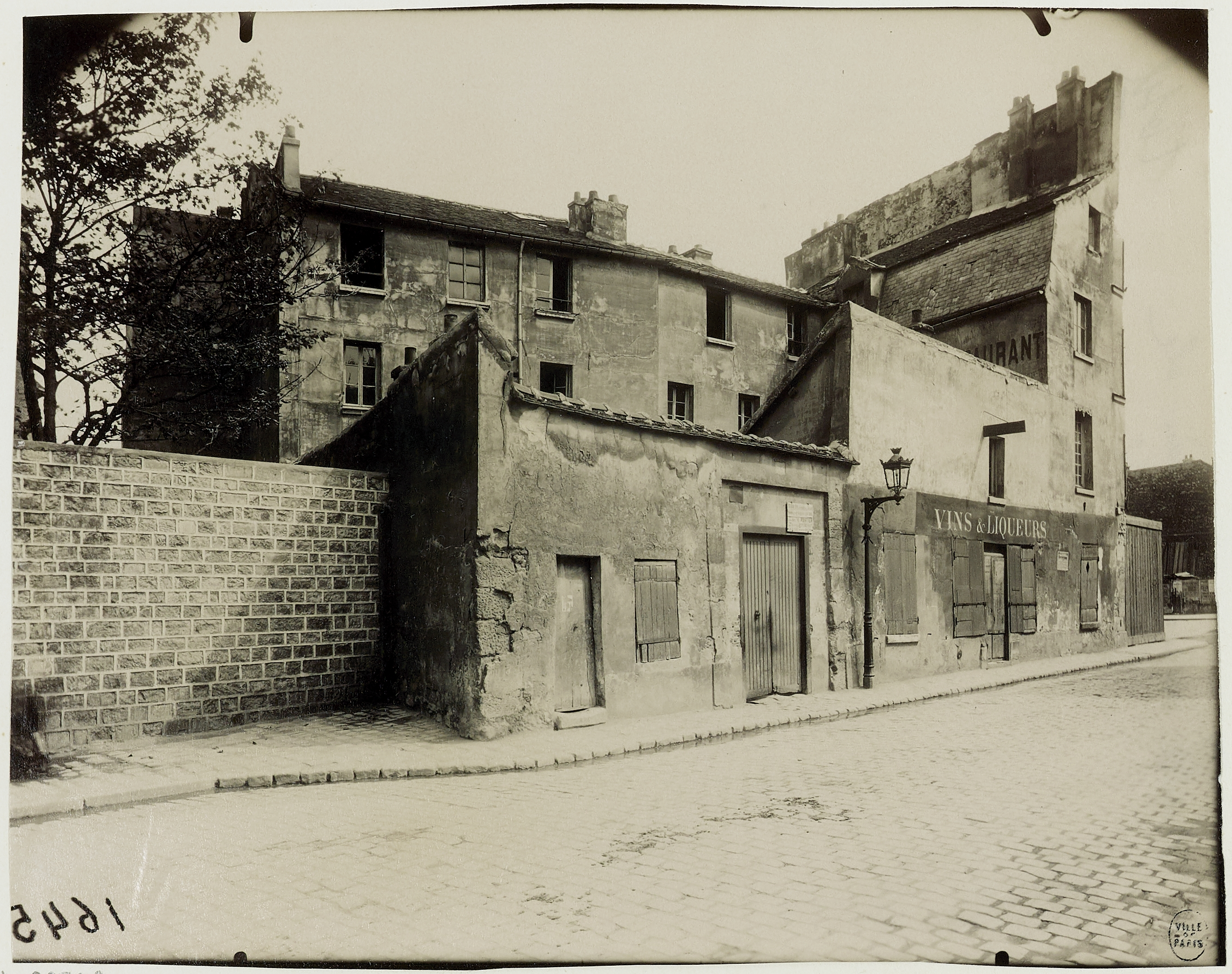
No 53 : vue vers 1915 (photographie d'Eugène Atget).
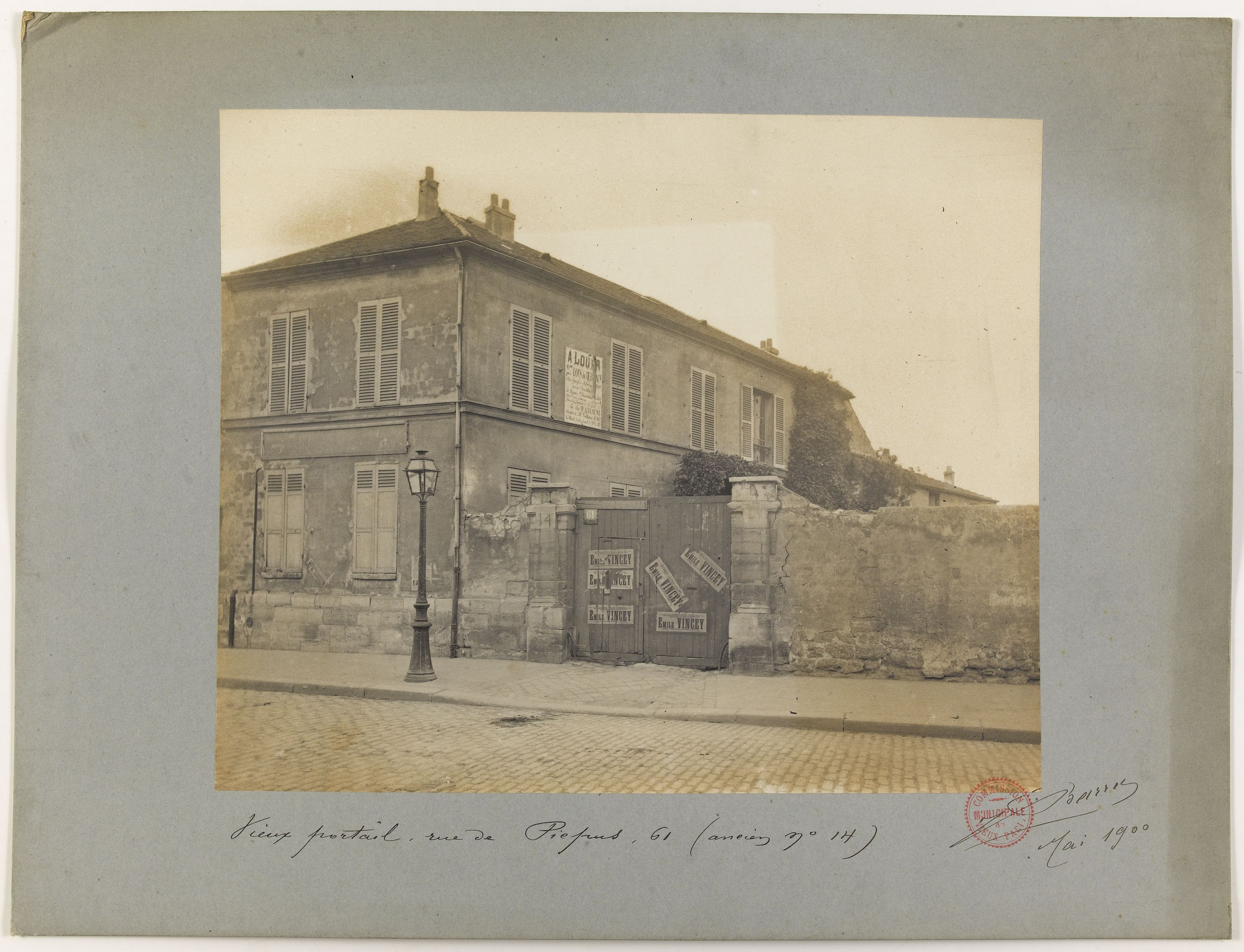
No 61 : vue en 1900 (photographie de Jean Barry).
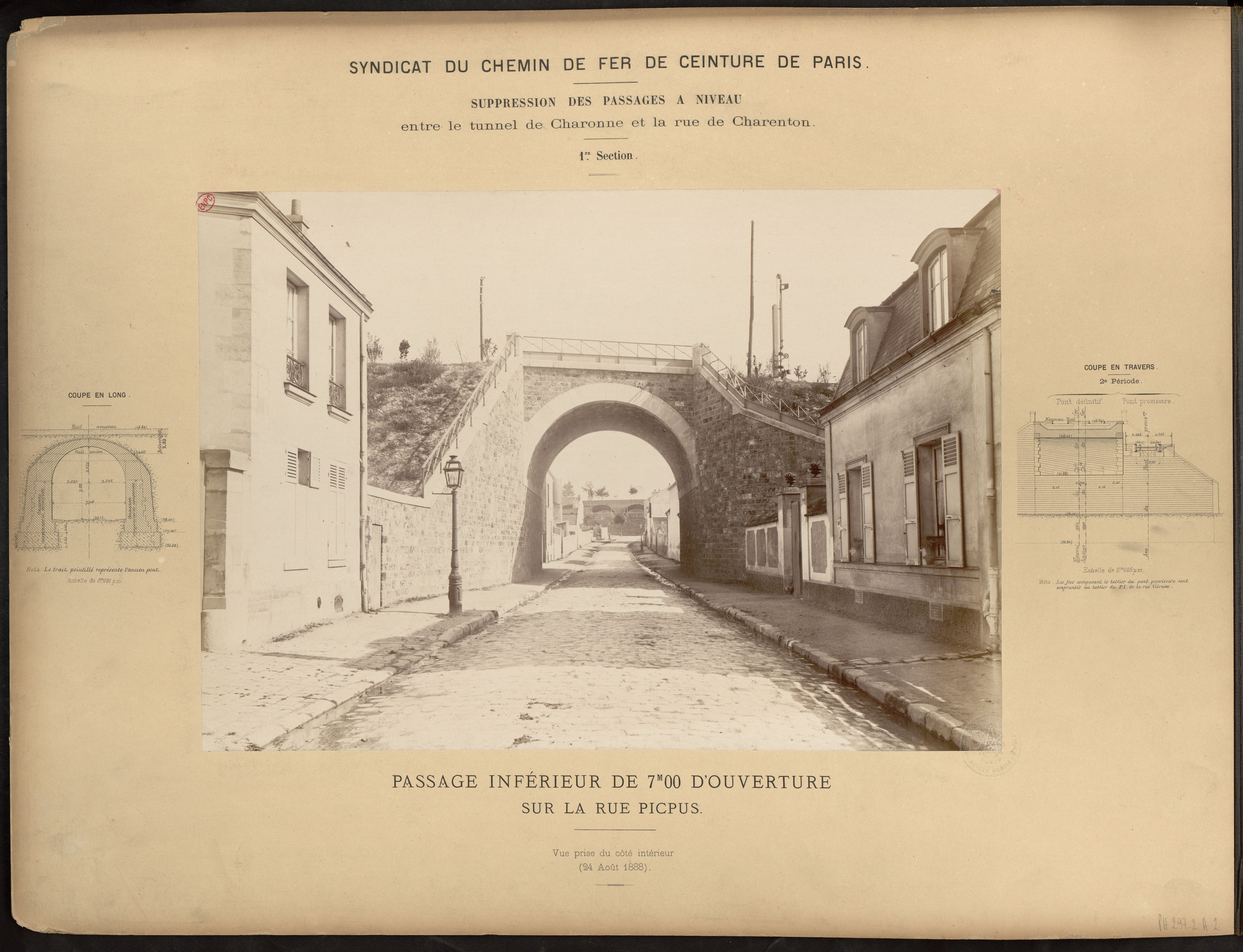
Le passage sous la ligne de Petite Ceinture en 1888.

## Bâtiments remarquables et lieux de mémoire
La rue de Picpus était connue pour ses nombreux établissements religieux et en conserve encore quelques-uns.
En suivant la numérotation partant de la rue du Faubourg-Saint-Antoine se trouvent au :
- No 2 : la fondation Eugène-Napoléon fondée en 1856 par l'impératrice Eugénie. Depuis 2007, le jardin de la Fondation Eugène-Napoléon est ouvert au public.
- Nos 4-6 : à l'emplacement de l'actuel immeuble blanc se trouvait une maison de correction créée en 1785, dénommée la « maison de correction Sainte-Colombe », d'après le nom de sa fondatrice, madame Marie de Sainte-Colombe. Gérard de Nerval y fut enfermé le 23 février 1841[réf. nécessaire].
- No 10 : emplacement de la maison Blanchard à Picpus qui servit de prison-refuge entre 1792 et 1794, comme la maison Coignard située dans la même rue mais en face (au numéro 35). Cette maison de santé destinée aux aliénés disparut en 1912.
- No 24 bis : immeuble de 1902 (architecte Augustin Latour).
- No 34 bis : siège de l’association Avenir de la langue française (ALF) et du Forum francophone international-France (FFI-France).
- No 33 : emplacement du séminaire de Picpus. Ce séminaire fut installé de 1805 à 1808 au 40-42, rue de Picpus, puis au 33 de la même rue, avant d’être fermé en 1905 et démoli après 1950[7]. Le père Damien (1840-1889) fréquenta ce séminaire. La tour de l'Office national des forêts occupe son emplacement à l’intersection de la rue de Picpus et de l’avenue de Saint-Mandé, ainsi que l'École supérieure du bois avant son déménagement à Nantes. Un campus de 35 000 m2 de l'université Sorbonne Nouvelle (Paris 3) est ouvert en 2021 à cet emplacement[8]. Le bâtiment, signé Christian de Portzamparc, peut accueillir jusqu'à 6 000 étudiants simultanément[9].
- No 35 : chapelle de Picpus, couvent (de femmes) de Picpus (pères et religieuses des Sacrés-Cœurs de Picpus) et accès au cimetière de Picpus ; emplacement de la maison Coignard sous la Révolution. Ce « complexe religieux » s’est vu privé des bâtiments et terrains du 33, rue de Picpus, qui durent être cédés après 1950.
- No 42 : emplacement du couvent des Dames-de-Sainte-Clotilde. Sous l’Ancien Régime, c’était le point de départ des ambassadeurs des pays catholiques, le jour de leur entrée officielle dans la capitale. Le couvent devint une prison pendant la Révolution[10].
- No 45 : conservatoire municipal Paul-Dukas, nommé en l’honneur du musicien français Paul Dukas (1865-1955)[11]. Le conservatoire a déménagé en octobre 2014 au 51 Rue Jorge Semprún.
- No 61 : entrée du couvent des pénitents réformés du tiers ordre de saint François qui fut fermé en 1790[12].
- No 63 : L'hôpital Rothschild (entrée principale au no  5, rue Santerre).
- No 70 : bibliothèque Picpus.
- No 71 : Ma Maison, établissement tenu par les Petites Sœurs des pauvres ; bâtiment détruit en 2015 et remplacé par un EHPAD.
- Vers le no 77 :  Accès à la Promenade plantée.
- De no 89 à no 93 : la place Sans-Nom (ancienne barrière de Picpus).

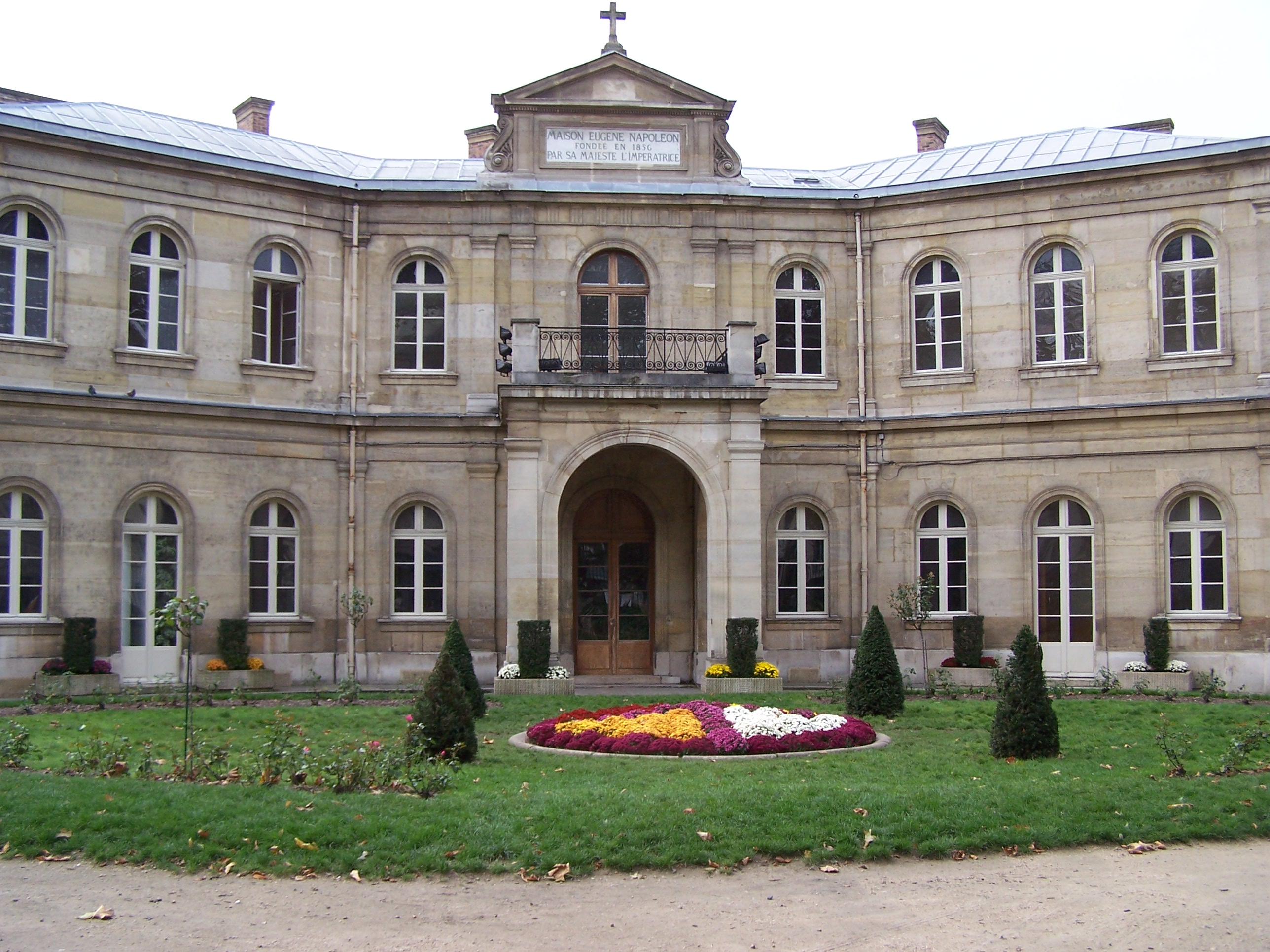
No 2 : la Fondation Eugène-Napoléon.
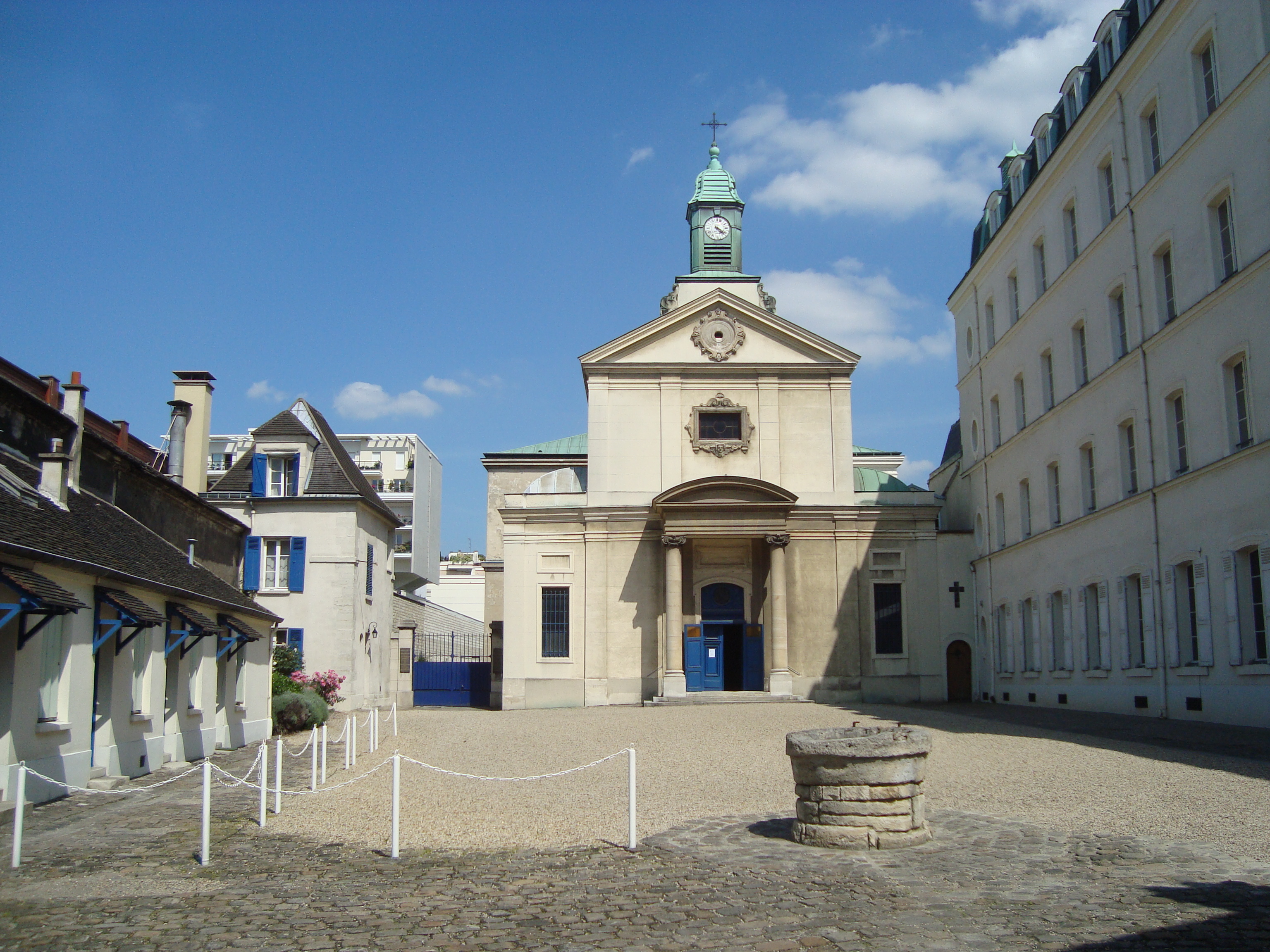
No 35 : la chapelle Notre-Dame-de-la-Paix avec le cimetière à gauche.
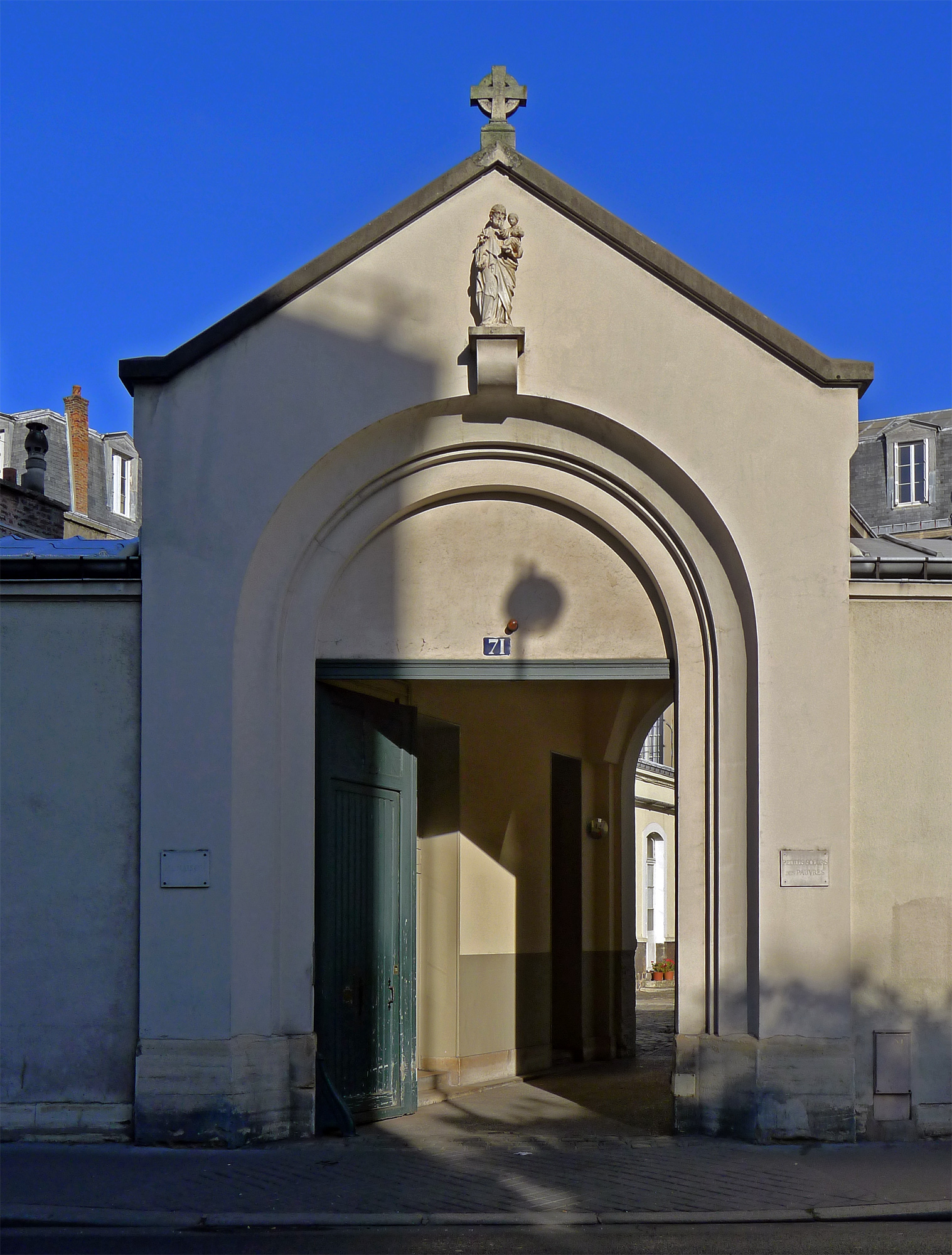
No 71 : entrée de Ma Maison (photo de 2013), bâtiment aujourd'hui disparu.
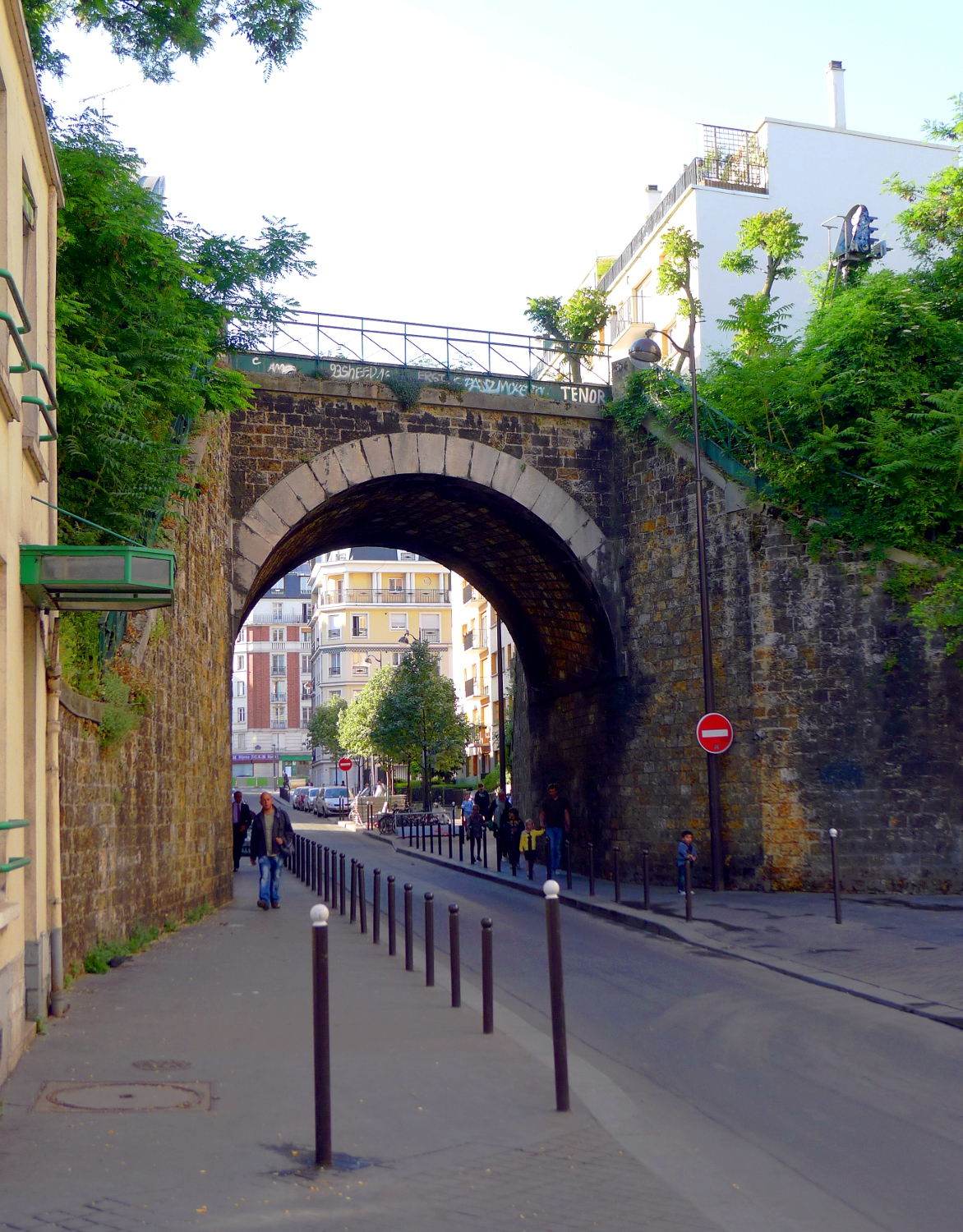
À proximité du boulevard Poniatowski, la rue de Picpus passe sous la ligne de Petite Ceinture.